# Forza Motorsport 5
Forza Motorsport 5 (oftmals nur Forza 5 genannt) ist ein Rennspiel, das exklusiv für die Xbox-One-Konsole erschienen ist. Im Spiel bestreitet der Spieler zahlreiche Rennserien mit einer großen Auswahl an Wagen.

## Spielprinzip
Das Spiel beinhaltet über 200 Fahrzeuge von mehr als 50 Herstellern und 17 Rennstrecken, darunter Spa-Francorchamps, Bathurst, Yas Marina, den Circuit de la Sarthe oder Brands Hatch. Als DLC wurden im Laufe der Zeit Strecken wie Road America (Februar 2014), Long Beach (April 2014) oder der Nürburgring (Juni 2014) hinzugefügt.
Die Fahrzeuge sind in Leistungskategorien von D bis A eingeteilt. Der Spieler muss nun Rennserien mit Fahrzeugen, die für diese Rennserie zugelassen sind, absolvieren, beispielsweise „nur englische Wagen“, „nur vor 1970 gebaut“ oder „nur Klasse A-Wagen“. Ebenfalls hat der Spieler die Möglichkeit, seine Fahrzeuge optisch und leistungstechnisch zu tunen.
Einen immer wiederkehrenden Auftritt haben die Moderatoren Jeremy Clarkson, James May und Richard Hammond vom Automagazin Top Gear. In einigen Rennen muss man sogar gegen „The Stigs Digital Cousin“, den digitalen Cousin von The Stig antreten.